# Stora Tvillingtjärnen (Nössemarks socken, Dalsland)
Stora Tvillingtjärnen är en sjö i Dals-Eds kommun i Dalsland och ingår i Göta älvs huvudavrinningsområde. Sjön har en area på 0,0894 kvadratkilometer och ligger 139,3 meter över havet.

## Delavrinningsområde
Stora Tvillingtjärnen ingår i det delavrinningsområde (656809-127638) som SMHI kallar för Rinner till 659270-127649. Medelhöjden är 162 meter över havet och ytan är 64,61 kvadratkilometer. Det finns inga avrinningsområden uppströms utan avrinningsområdet är högsta punkten. Stamnåraälven som avvattnar avrinningsområdet har biflödesordning 3, vilket innebär att vattnet flödar genom totalt 3 vattendrag innan det når havet efter 247 kilometer. Avrinningsområdet består mestadels av skog (62 procent). Avrinningsområdet har 141,99 kvadratkilometer vattenytor vilket ger det en sjöprocent på 27,5 procent.